# بيتر فوجنار
بيتر فوجنار (بالتشيكية: Petr Wojnar)‏ (12 يناير 1989 في التشيك - ) هو لاعب كرة قدم تشيكي في مركز الوسط. شارك مع منتخب جمهورية التشيك تحت 21 سنة لكرة القدم. أما مع النوادي، فقد لعب مع بانيك أوسترافا ونادي ملادا بوليسلاف وغرافين فالشيم ‏ وFK Třinec ‏ ونادي كلادنو وMFK Karviná ‏ ودوكلا بانسكا بيستريتسا ‏.

## روابط خارجية
- بيتر فوجنار على موقع الاتحاد التشيكي (الإنجليزية)
- بيتر فوجنار على موقع قاعدة بيانات كرة القدم.إي يو (الإنجليزية)
- بيتر فوجنار على موقع Soccerway.com (الإنجليزية)